# Белу-Вали
Белу-Вали (порт. Belo Vale) — муниципалитет в Бразилии, входит в штат Минас-Жерайс. Составная часть мезорегиона Агломерация Белу-Оризонти. Основан в 1939 году. Входит в экономико-статистический микрорегион Итагуара. Население составляет 7717 человек на 2006 год. Занимает площадь 365,437 км². Плотность населения — 21,1 чел./км².
Праздник города проводится в день основания — 17 декабря.
В муниципалитете находится женская коммуна Нойва-ду-Кордейру.

## Статистика
- Валовой внутренний продукт на 2003 год составляет 25 067 654,00 реала (данные: Бразильский институт географии и статистики).
- Валовой внутренний продукт на душу населения на 2003 год составляет 3304,90 реала (данные: Бразильский институт географии и статистики).
- Индекс развития человеческого потенциала на 2000 год составляет 0,733 (данные: Программа развития ООН).